# Knut Dánský
Princ Knut Dánský (27. července 1900 Lyngby – 14. června 1976 Gentofte) byl dánský princ.

## Biografie

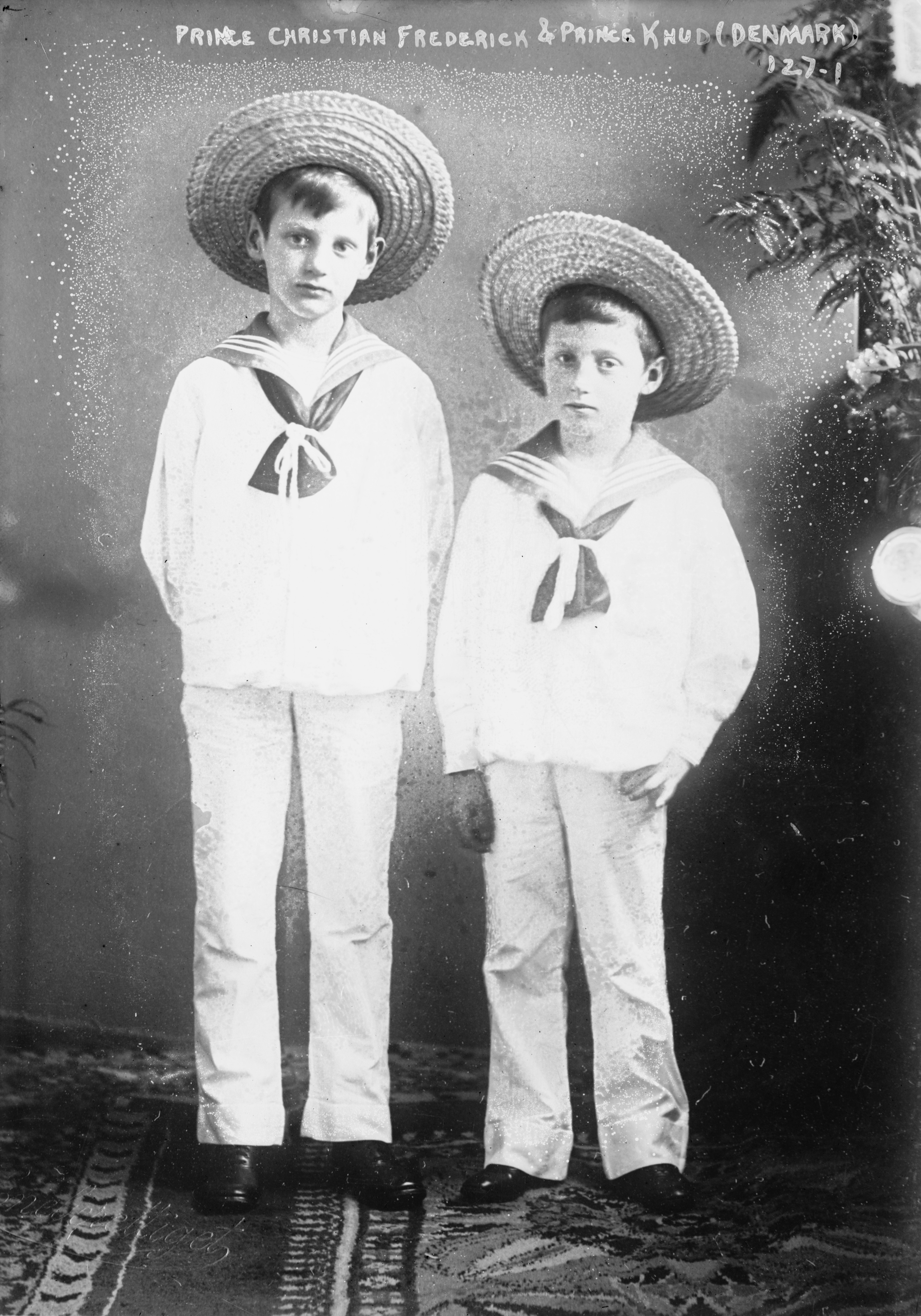
Princ Knut se svým bratrem Frederikem (1912)

### Původ, mládí
Narodil se na zámku Sorgenfri za panování svého pradědečka Kristiána IX. jako druhý ze dvou synů dánského prince Kristiána, pozdějšího dánského krále Kristiána X., a jeho manželky Alexandriny Meklenbursko-Zvěřínské. Jeho starší bratr Frederik se narodil jeden rok před Knutem. 29. ledna roku 1906, když princi bylo šest let, král Kristián IX. zemřel a na trůn nastoupil Knutův děd Frederik VIII. a jeho otec se stal korunním princem. V roce 1912 zemřel Frederik VIII. a králem se stal Knutův otec jako Kristián X.
Chlapec byl pokřtěn jako Knud Christian Frederik Michael; jméno Knud (Knut) před ním neslo šest dánských králů, z nichž nejznámější je Knut Veliký, poslední toho jména pak byl Knut VI., jenž zemřel v roce 1202.
Jak bylo u královských princů v té době obvyklé, dostalo se mu vojenské výchovy a vstoupil do Královské námořní akademie.

### Manželství, potomci
Dne 8. září roku 1933 se na zámku Fredensborg oženil se svou sestřenicí (dcerou Knutova strýce Haralda, mladšího bratra Krisitána X.) Karolinou Matyldou. Z jejich manželství se narodily tři děti, nejstarší dcera a dva synové:
- Alžběta Dánská (8. května 1935 – 19. června 2018), svobodná a bezdětná
- Ingolf Dánský (* 17. února 1940), ztratil titul po sňatku bez svolení a dostal jméno hrabě z Rosenborgu,
⚭ 1968 Inge Terney (21. ledna 1938 – 21. července 1996)
⚭ 1998 Sussie Hjorhøy
- Kristián Dánský (22. října 1942 – 21. května 2013), ztratil titul po sňatku bez svolení a dostal jméno hrabě z Rosenborgu, ⚭ 1971 Anne Maltoft-Nielsen (3. října 1947 – 2. ledna 2014)

### Následnictví

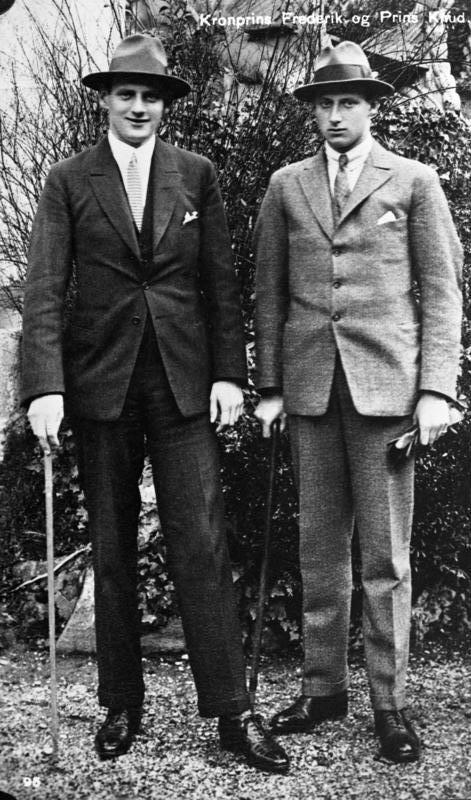
Princ Knut se svým bratrem Frederikem (1920)

V Dánsku platilo – podobně jako v jiných monarchiích – následnictví trůnu v mužské linii, tzv. salické právo. Vzhledem k tomu, že Knutův starší bratr Frederik IX., který nastoupil na dánský trůn v roce 1947 po smrti Kristiána X., měl tři dcery a žádného syna, stal se následníkem trůnu korunní princ Knut, jenž v té době měl vedle nejstarší dcery i dva syny. O následnictví veřejnost i parlament dlouze diskutoval. Nakonec v roce 1953 se v tomto směru přepracovala ústava: byl zaveden jednokomorový parlament a zákon o nástupnictví upraven tak, že do nároku na trůn zahrnul i ženy. Tyto změny však musely před uzákoněním projít celým parlamentem a referendem.  Poté se následnicí trůnu stala Frederikova nejstarší (tehdy třináctiletá) dcera Markéta a princ Knut dostal titul dědičný princ; v pořadí následníků dánského trůnu stál až za dvěma mladšími dcerami Frederika IX. (nejmladší Anna Marie se však po sňatku s řeckým králem Konstantinem II. svých práv k dánskému trůnu vzdala). Po smrti Frederika IX. v roce 1972 nastoupila na dánský trůn jeho nejstarší dcera jako královna Markéta II.
Princ Knut zemřel 14. června roku 1976 a byl pohřben v katedrále v Roskilde, místě posledního odpočinku dánské královské rodiny.

### Zajímavost
Princ Knut nepatřil k populárním a oblíbeným členům královské rodiny (což nepochybně sehrálo svou roli při diskusi o nástupnictví v ženské linii v roce 1953). V Dánsku se používá rčení „En gang til for prins Knud“(„ještě jednou pro prince Knuta“) ve smyslu „opakuji ti to ještě jednou, když jsi to napoprvé nepochopil“; rčení má původ v historce o tom, jak princ Knut nařídil opakovat část jednoho baletního představení, protože měl špatný výhled.

## Vývod z předků
|               |                                               |  |                                       |                                   |  |  |  |  |  |  |  | Fridrich Vilém Glücksburský |
|               |                                               |  |                                       |                                   |  |  |  |  |  |  |  |                             |
|               | Kristián IX.                                  |  |                                       |                                   |  |  |  |  |  |  |  |                             |
|               |                                               |  |                                       |                                   |  |  |  |  |  |  |  |                             |
|               |                                               |  |                                       | Luisa Karolina Hesensko-Kasselská |  |  |  |  |  |  |  |                             |
|               |                                               |  |                                       |                                   |  |  |  |  |  |  |  |                             |
|               | Frederik VIII.                                |  |                                       |                                   |  |  |  |  |  |  |  |                             |
|               |                                               |  |                                       |                                   |  |  |  |  |  |  |  |                             |
|               |                                               |  |                                       | Vilém Hesensko-Kasselský          |  |  |  |  |  |  |  |                             |
|               |                                               |  |                                       |                                   |  |  |  |  |  |  |  |                             |
|               | Luisa Hesensko-Kasselská                      |  |                                       |                                   |  |  |  |  |  |  |  |                             |
|               |                                               |  |                                       |                                   |  |  |  |  |  |  |  |                             |
|               |                                               |  |                                       | Luisa Šarlota Dánská              |  |  |  |  |  |  |  |                             |
|               |                                               |  |                                       |                                   |  |  |  |  |  |  |  |                             |
|               | Kristián X.                                   |  |                                       |                                   |  |  |  |  |  |  |  |                             |
|               |                                               |  |                                       |                                   |  |  |  |  |  |  |  |                             |
|               |                                               |  |                                       | Oskar I.                          |  |  |  |  |  |  |  |                             |
|               |                                               |  |                                       |                                   |  |  |  |  |  |  |  |                             |
|               | Karel XV.                                     |  |                                       |                                   |  |  |  |  |  |  |  |                             |
|               |                                               |  |                                       |                                   |  |  |  |  |  |  |  |                             |
|               |                                               |  |                                       | Joséphine de Beauharnais mladší   |  |  |  |  |  |  |  |                             |
|               |                                               |  |                                       |                                   |  |  |  |  |  |  |  |                             |
|               | Luisa Švédská                                 |  |                                       |                                   |  |  |  |  |  |  |  |                             |
|               |                                               |  |                                       |                                   |  |  |  |  |  |  |  |                             |
|               |                                               |  |                                       | Frederik Nizozemský               |  |  |  |  |  |  |  |                             |
|               |                                               |  |                                       |                                   |  |  |  |  |  |  |  |                             |
|               | Luisa Oranžsko-Nasavská                       |  |                                       |                                   |  |  |  |  |  |  |  |                             |
|               |                                               |  |                                       |                                   |  |  |  |  |  |  |  |                             |
|               |                                               |  |                                       | Luisa Pruská                      |  |  |  |  |  |  |  |                             |
|               |                                               |  |                                       |                                   |  |  |  |  |  |  |  |                             |
| 'Knut Dánský' |                                               |  |                                       |                                   |  |  |  |  |  |  |  |                             |
|               |                                               |  |                                       |                                   |  |  |  |  |  |  |  |                             |
|               |                                               |  | Pavel Fridrich Meklenbursko-Zvěřínský |                                   |  |  |  |  |  |  |  |                             |
|               |                                               |  |                                       |                                   |  |  |  |  |  |  |  |                             |
|               | Bedřich František II. Meklenbursko-Zvěřínský  |  |                                       |                                   |  |  |  |  |  |  |  |                             |
|               |                                               |  |                                       |                                   |  |  |  |  |  |  |  |                             |
|               |                                               |  |                                       | Alexandrina Pruská                |  |  |  |  |  |  |  |                             |
|               |                                               |  |                                       |                                   |  |  |  |  |  |  |  |                             |
|               | Bedřich František III. Meklenbursko-Zvěřínský |  |                                       |                                   |  |  |  |  |  |  |  |                             |
|               |                                               |  |                                       |                                   |  |  |  |  |  |  |  |                             |
|               |                                               |  |                                       | Jindřich LXIII. Reuss z Kestřic   |  |  |  |  |  |  |  |                             |
|               |                                               |  |                                       |                                   |  |  |  |  |  |  |  |                             |
|               | Augusta Reuss Köstritz                        |  |                                       |                                   |  |  |  |  |  |  |  |                             |
|               |                                               |  |                                       |                                   |  |  |  |  |  |  |  |                             |
|               |                                               |  |                                       | Eleonora ze Stolbergu-Wernigerode |  |  |  |  |  |  |  |                             |
|               |                                               |  |                                       |                                   |  |  |  |  |  |  |  |                             |
|               | Alexandrina Meklenbursko-Zvěřínská            |  |                                       |                                   |  |  |  |  |  |  |  |                             |
|               |                                               |  |                                       |                                   |  |  |  |  |  |  |  |                             |
|               |                                               |  |                                       | Mikuláš I. Ruský                  |  |  |  |  |  |  |  |                             |
|               |                                               |  |                                       |                                   |  |  |  |  |  |  |  |                             |
|               | Michail Nikolajevič Ruský                     |  |                                       |                                   |  |  |  |  |  |  |  |                             |
|               |                                               |  |                                       |                                   |  |  |  |  |  |  |  |                             |
|               |                                               |  |                                       | Šarlota Pruská                    |  |  |  |  |  |  |  |                             |
|               |                                               |  |                                       |                                   |  |  |  |  |  |  |  |                             |
|               | Anastázie Michailovna Ruská                   |  |                                       |                                   |  |  |  |  |  |  |  |                             |
|               |                                               |  |                                       |                                   |  |  |  |  |  |  |  |                             |
|               |                                               |  |                                       | Leopold I. Bádenský               |  |  |  |  |  |  |  |                             |
|               |                                               |  |                                       |                                   |  |  |  |  |  |  |  |                             |
|               | Cecilie Bádenská                              |  |                                       |                                   |  |  |  |  |  |  |  |                             |
|               |                                               |  |                                       |                                   |  |  |  |  |  |  |  |                             |
|               |                                               |  |                                       | Žofie Vilemína Švédská            |  |  |  |  |  |  |  |                             |
|               |                                               |  |                                       |                                   |  |  |  |  |  |  |  |                             |